# Рівнинна сільська рада
Рівни́нна сільська рада (рос. Равнинный сельский совет) — сільське поселення у складі Пономарьовського району Оренбурзької області Росії.
Адміністративний центр — селище Рівнинний.

## Населення
Населення — 649 осіб (2019; 830 в 2010, 1023 у 2002).

## Склад
До складу сільської ради входять:
| Населений пункт   | Населення, осіб (2002) | Населення, осіб (2010) |
| ----------------- | ---------------------- | ---------------------- |
| Аляб'єво, село    | 151                    | 61                     |
| Жатва, селище     | 115                    | 73                     |
| Рівнинний, селище | 757                    | 696                    |